# Wiesengrund-Talbrücke
Die Wiesengrund-Talbrücke ist eine 338 m lange Eisenbahnbrücke der Schnellfahrstrecke Köln–Rhein/Main im nordöstlichen Gemeindegebiet der rheinland-pfälzischen Ortsgemeinde Heilberscheid und südlich der Ortsgemeinde Nomborn. Das Bauwerk nimmt zwei Gleise auf einer Festen Fahrbahn auf, die planmäßig mit 300 km/h befahren werden können.
Mit einer Höhe von bis zu 35 m ist sie die höchste Talbrücke im Westerwaldkreis.

## Verlauf
Die Trasse beschreibt in südöstlicher Richtung zunächst eine Linkskurve, die in eine Gerade übergeht. Die Gradiente steigt dabei an.
Östlich folgt auf das Bauwerk der Tunnel Eichen-Diekenscheid, westlich der Eichheidetunnel.

## Geschichte
Ende 1995 lag die geplante Länge des Bauwerks bei 375 m. Das Raumordnungsverfahren war zu diesem Zeitpunkt angeschlossen.
Ende 1997 war eine Länge von 320 m für das Bauwerk vorgesehen.
Mitte 1999 war das Bauwerk bereits mit der später realisierten Länge von 338 m geplant.
Die neunfeldrige Durchlaufträger-Brücke wurde im Taktschiebeverfahren errichtet.